# Der Pinguin meines Lebens
Der Pinguin meines Lebens (Originaltitel: The Penguin Lessons) ist ein Spielfilm aus dem Jahr 2024 mit Steve Coogan, Björn Gustafsson und Jonathan Pryce. Der Film entstand unter der Regie von Peter Cattaneo nach einem Drehbuch von Jeff Pope, das auf dem gleichnamigen Buch nach einer wahren Geschichte von Tom Michell basiert.

## Handlung
1976 nimmt der britische Lehrer Tom Michell in Argentinien eine neue Arbeitsstelle an. In einem von Timothy Buckle geleiteten Jungeninternat  soll er Englisch unterrichten, zu seinen Kollegen zählt Tapio aus Finnland. Rund um den Militärputsch der Argentinischen Militärdiktatur reist er in das Nachbarland Uruguay. Dort findet er am Strand einen verwaisten und ölverschmutzten Magellanpinguin.
Obwohl Tiere im Internat verboten sind, nimmt Michell das Tier mit und tauft es Juan Salvador. Mit Hilfe des Pinguins gewinnt Michell das Interesse und Vertrauen der Schüler. Allerdings droht ihm Direktor Buckle mit Schulverweis, sollte das Tier nicht verschwinden. Michell appelliert an den Direktor, den positiven Einfluss des Pinguins auf die Schüler zu nutzen.

## Besetzung und Synchronisation
Die deutschsprachige Synchronisation übernahm die EVA Studios Germany GmbH. Dialogregie führte Sabine Falkenberg, das Dialogbuch schrieb Tobias Neumann.
| Rolle                   | Darsteller         | Synchronsprecher   |
| ----------------------- | ------------------ | ------------------ |
| Tom Michell             | Steve Coogan       | Marcus Off         |
| Maria                   | Vivian El Jaber    | Iris Artajo        |
| Schulleiter Buckle      | Jonathan Pryce     | Lutz Riedel        |
| Bursar                  | Tomás Pozzi        | Christian Zeiger   |
| Carina                  | Micaela Breque     | Victoria Sordo     |
| Márquez                 | Ramiro Blas        | Abelardo Decamilli |
| Sofia                   | Alfonsina Carrocio | Ronja Peters       |
| Tapio                   | Björn Gustafsson   | Dennis Herrmann    |
| Alejandro               | Liam Mayne         | Moritz Lehmann     |
| Diego                   | David Herrero      | Melina Witez       |
| Santino                 | Gera Maleh         | Michael Kühl       |
| Zollbeamter             | Osvaldo Ayre       | Nico Mamone        |
| Touristin im Strandcafé | Romina Cocca       | Carolina Vera      |

## Produktion und Hintergrund
Der Film wurde von dem britischen Produktionsunternehmen 42 und der spanischen Nostromo Pictures produziert, als Produzenten fungierten Rory Aitken, Ben Pugh, Robert Walak, Adrián Guerra und Andrew Noble. In Deutschland übernahm den Verleih die Tobis Film. Dreharbeiten fanden 2023 in Spanien statt.
Die Kamera führte Xavi Giménez, die Musik schrieb Federico Jusid, die Montage verantwortete Robin Peters und das Casting Sarah Crowe. Das Kostümbild gestaltete Alberto Valcárcel, das Szenenbild Isona Rigau Heras und das Sounddesign Oriol Tarragó. In den USA erhielt der Film ein PG-13-Rating.

## Veröffentlichung
Premiere war am 6. September 2024 am Toronto International Film Festival 2024.
Im Vereinigten Königreich kam der Film am 18. April 2025 in die Kinos, der deutsche und spanische Kinostart war am 24. April 2025.
Auf Blu-ray soll der Film am 8. August 2025 erscheinen. Im August bzw. September 2025 sind Vorstellungen am Fünf Seen Filmfestival und am Festival des deutschen Films vorgesehen.

## Rezeption
Bei Metacritic erhielt der Film am 28. April 2025 einen Metascore von 52 von 100 möglichen Punkten, der auf 25 Rezensionen basierte.
Dietmar Kanthak bewertete den Film auf epd-film.de mit vier von fünf Sternen. Cattaneo sehe in der von Jeff Pope adaptierten Geschichte Michells vor allem die humorvollen Facetten. Der Film sei gefühlvoll, aber abgesehen von der Musik nie verboten zuckrig. Ausstattung und Kamera rekonstruierten liebevoll und nuanciert die 1970er Jahre, das Ensemble transportiere pure Spielfreude.
Chris Schinke schrieb auf blickpunktfilm.de, dass es Peter Cattaneo verstehe, die Buchvorlage auf charmante wie erzählerisch reizende Form zu einer Tragikomödie zu gestalten, die bei Zuschauern für Feel-Good-Freuden zu sorgen verstehe. Gerne verzeihe man ihm die ein oder andere etwas dick aufgetragene Szene. Die tolle Performance von Steve Coogan und Cattaneos Gefühl fürs richtige filmische Timing machten aus der Produktion eine bittersüße wie sehenswerten Buddy-Dramedy, die bleibenden Eindruck hinterlasse.
Yannick Vollweiler vergab auf film-rezensionen.de sieben von zehn Punkten. Trotz gelegentlicher Längen sei der Film ein herzlicher, emotionaler und feinsinniger Film, der kaum einen Zuschauer kalt lassen dürfte. Seine Botschaft sei besonders in der heutigen politischen Landschaft von erschreckender Aktualität.
Filmdienst.de (zwei von fünf Sterne) urteilte, dass die zu Beginn unterhaltsame und witzige Komödie über eine ungewöhnliche Freundschaft zwischen Mensch und Tier, die die Hauptfigur zu einem besseren Menschen mache, die Grausamkeit des Militärregimes zu sehr in den Hintergrund dränge.
Die österreichische Programmzeitschrift TV-Media (drei von vier Punkte) schrieb, dass Steve Coogan und Jonathan Pryce die nötige „Britishness“ in den Plot einbrächten, der in all seiner Nüchternheit für etliche launige Momente sorge. Der Militärputsch bliebe ein bedrohlicher Hintergrund, tue dem Spaß und der Drolligkeit des tierischen Hauptdarstellers jedoch keinen Abbruch.
Auf riecks-filmkritiken.de wurde die Produktion als grundsolider Film bezeichnet, der unterhalte und sein Herz am rechten Fleck tragen wolle. Doch hier scheitere das Werk an manchen Stellen, seien es die politische Verfolgung oder das Mobbing. Diese würden zu schnell abgewatscht und könnten somit nicht wirklich tragen.